# Sphagnum limbatum
Sphagnum limbatum är en bladmossart som beskrevs av Mitten 1869. Sphagnum limbatum ingår i släktet vitmossor, och familjen Sphagnaceae. Inga underarter finns listade i Catalogue of Life.